# Phare de Góra Szwedów
Le phare de Góra Szwedów (en polonais : Latarnia Morska Góra Szwedów) est un ancien phare situé sur la péninsule de Hel (Voïvodie de Poméranie - Pologne). Il se trouve entre le phare de Jastarnia et le phare de Hel.

## Histoire
Le phare est situé Góra Szwedów une colline de 19 m de haut, au bout de la péninsule. C'est une structure métallique montée sur un socle de béton.
Il a été désactivé en 1990 et partiellement démantelé. Il est aujourd'hui en état d'abandon total.
Identifiant : ARLHS : POL043 - ex-Amirauté : C2966 - NGA : 6844.

## Caractéristique dufeu maritime
- Fréquence sur 30 secondes :
  - Lumière : 15 secondes
  - Obscurité : 15 secondes

### Lien connexe
- Liste des phares de Pologne